# Christianisme irlandais

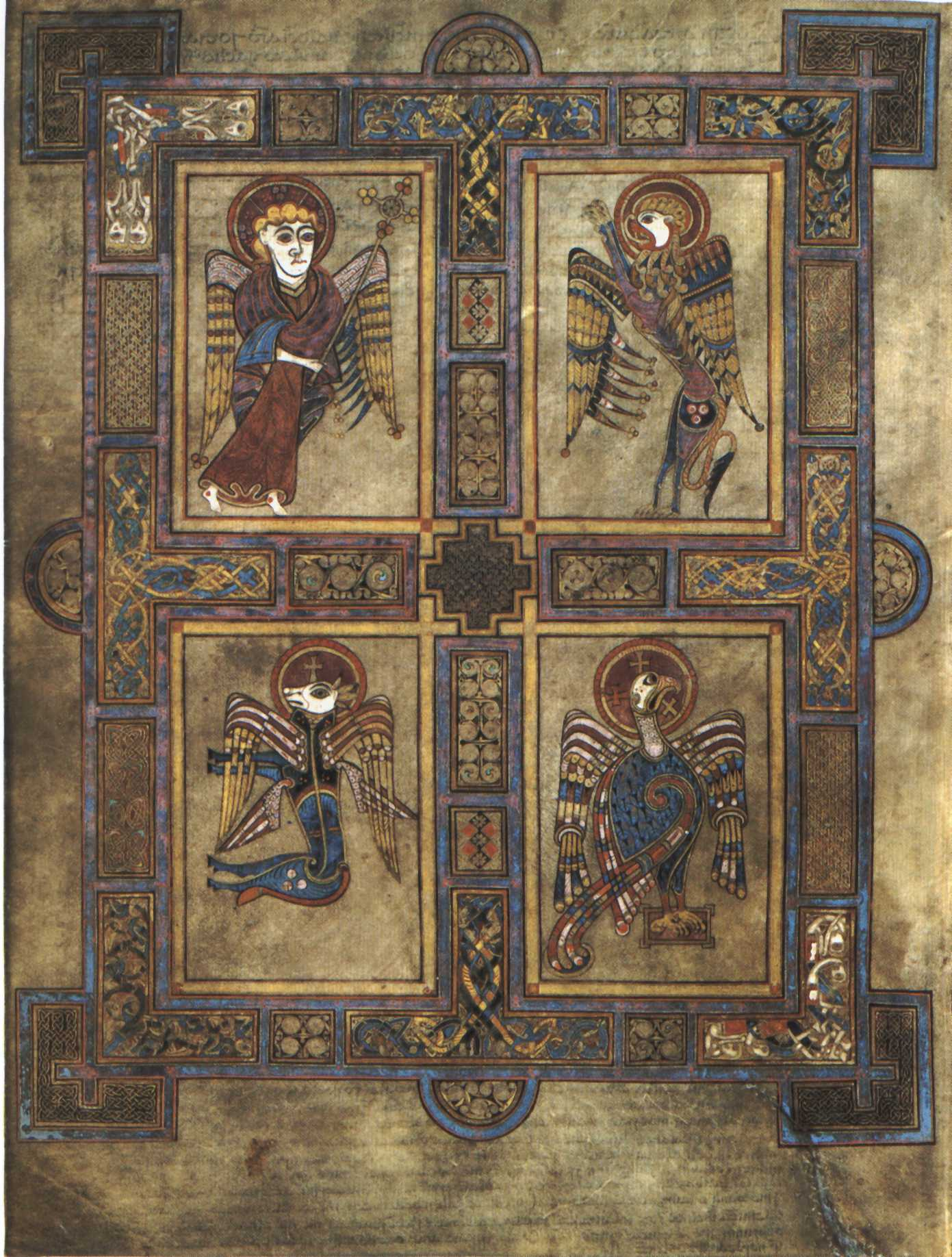
Le Livre de Kells, chef-d'œuvre de l'art irlandais.

Le christianisme irlandais ou christianisme gaël désigne le christianisme qui se développa sur l'île d'Irlande avec l'arrivée des premiers chrétiens, puis dans le royaume gaël du Dàl riada, avant de s'exporter en Bretagne inférieure, en Gaule et en Germanie.

## Définition

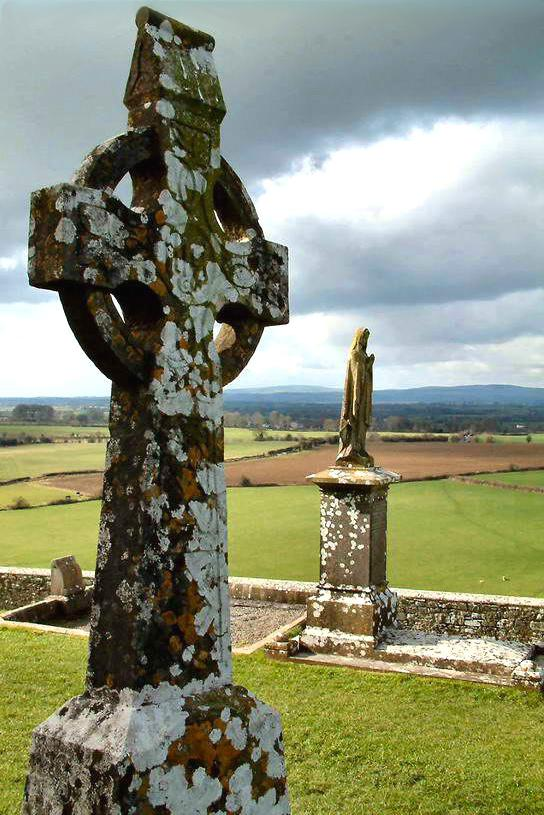
Croix celtique, Rock of Cashel, Cashel, comté de Tipperary, Irlande.

À partir du IVe siècle, après le règne de l’empereur Constantin Ier, le christianisme était devenu religion d’État de l’Empire romain et le christianisme s’appuyait sur les institutions de l’empire pour asseoir son pouvoir. Les provinces romaines comme la Britannia ont donc peu à peu intégré les pratiques chrétiennes des diocèses romains. En Hibernia et en Calédonia, les institutions romaines étaient inexistantes. Le christianisme s’est donc appuyé sur l’autre forme d’organisation du christianisme : le monachisme. Les premiers monastères furent fondés au VIe siècle, mais dès le VIIe siècle, un réseau élaboré de monastères couvrait toute l’île, de façon hétérogène toutefois, car les moines fondateurs provenaient essentiellement de Gaule et de Britannia et ont donc œuvré davantage dans la partie est de l’île,.

## Histoire

### Origine
Au Ve siècle, une série de missionnaires chrétiens viennent jusqu’en Irlande pour évangéliser la population. La religion celtique est ainsi supplantée, mais des hybridations et des continuités se dessinent néanmoins après l’introduction de la nouvelle religion.
L’Église irlandaise primitive avait de fortes traditions monastiques.

### Développements de relations avec le reste de l'Europe
Les érudits irlandais avaient une présence considérable à la cour franque, où ils étaient réputés pour leur érudition.

### Protestantisme
Le clergé protestant d’Irlande accepta le Prayer-Book anglais en 1560.